# Nortelândia (kommun)
Nortelândia är en kommun i Brasilien.   Den ligger i delstaten Mato Grosso, i den centrala delen av landet, 1 000 km väster om huvudstaden Brasília. Antalet invånare är 6 438.
Följande samhällen finns i Nortelândia:
- Nortelândia

Omgivningarna runt Nortelândia är huvudsakligen savann. Runt Nortelândia är det mycket glesbefolkat, med 4 invånare per kvadratkilometer.